# Sól (gromada w powiecie żywieckim)
Sól – dawna gromada, czyli najmniejsza jednostka podziału terytorialnego Polskiej Rzeczypospolitej Ludowej w latach 1954–1972.
Gromady, z gromadzkimi radami narodowymi (GRN) jako organami władzy najniższego stopnia na wsi, funkcjonowały od reformy reorganizującej administrację wiejską przeprowadzonej jesienią 1954 do momentu ich zniesienia z dniem 1 stycznia 1973, tym samym wypierając organizację gminną w latach 1954–1972.
Gromadę Sól z siedzibą GRN w Soli utworzono – jako jedną z 8759 gromad na obszarze Polski – w powiecie żywieckim w woj. krakowskim, na mocy uchwały nr 32/IV/54 WRN w Krakowie z dnia 6 października 1954. W skład jednostki wszedł obszar dotychczasowej gromady Sól ze zniesionej gminy Rajcza oraz przysiółek Kiczora z dotychczasowej gromady Nieledwia ze zniesionej gminy Milówka w tymże powiecie. Dla gromady ustalono 23 członków gromadzkiej rady narodowej.
29 marca 1956 z gromady Sól wyłączono przysiółki Hazukówka, Popręcianka, Pietraszka, Kaczmarze, Madejka, Staronie i Urbanki Tarliczne włączając je do gromady Milówka.
31 grudnia 1961 do gromady Sól przyłączono obszar zniesionej gromady Zwardoń.
Uchwała Nr XIV/79/68 WRN w Krakowie przewidywała na dzień 1 stycznia 1969 przyłączenie do gromady Sól wsi Laliki z gromady Milówka z równoczesnym przeniesieniem siedziby GRN gromady Sól z Soli do Zwardonia i zmianą nazwy jednostki na gromada Zwardoń. Uchwała ta została jednak uchylona.
Tak więc gromada Sól przetrwała do końca 1972 roku, czyli do kolejnej reformy gminnej.